# Payback (2017)
WWE Payback (2017) — пятое в истории шоу Payback, PPV-шоу производства американского рестлинг-промоушна WWE. Оно состоялось 30 апреля 2017 года на арене «SAP-центр» в Сан-Хосе, Калифорния, США.

## Предыстория к поединкам
На WrestleMania 33 Кевин Оуэнс победил Криса Джерико, выиграв титул чемпиона Соединенных Штатов WWE. На следующем выпуске Raw было анонсировано, что свой реванш за чемпионство США Джерико получит на PPV Payback. На том же Raw планировался командный поединок: Оуэнс и Самоа Джо против Джерико и Сэта Роллинса, однако Оуэнс и Джо предварительно атаковали Джерико, травмировав того. В командном матче его заменил вернувшийся после 9-месячного отсутствия Финн Бэлор. Вместе с Роллинсом Бэлор победил Оуэнса и Джо, удержав первого.
На пре-шоу WrestleMania 33 Невилл победил Остина Эйриеса, защитив чемпионство полутяжеловесов WWE. Тем не менее, 4 апреля на шоу WWE 205 Live Эйриес снова стал претендентом на титул, одержав верх в характерном четырехстороннем поединке. 10 апреля на Raw стало известно, что рематч между Невиллом и Эйриесом состоится на PPV Payback.
На WrestleMania 33 Рэнди Ортон победил Брэя Уайатта и выиграл чемпионство WWE, став 13-кратным мировым чемпионом. На следующем выпуске SmackDown Live Уайатт бросил Ортону вызов на поединок за чемпионство WWE по правилам «дом ужасов», тот согласился. На том же шоу Ортон и Люк Харпер победили Уайатта и вернувшегося Эрика Роуэна в командном матче. 10 апреля на Raw Уайатт объявил о том, что он перейдет на Raw, при этом не отказываясь от права на реванш с Ортоном, и подтвердил, что при таком раскладе они встретятся на Payback.
На WrestleMania 33 Харди Бойз совершили возвращение в WWE и приняли участие в лестничном поединке за командное чемпионство Raw, став в конечном счете новыми чемпионами. На следующем выпуске Raw они успешно защитили титулы от Люка Гэллоуза и Карла Андерсона, бывших чемпионов. Позднее на шоу Шеймус и Сезаро победили Энцо Аморе и Биг Кэсса, став первыми претендентами на командные титулы. На следующей неделе стало известно, что матч Шеймуса и Сезаро против Харди пройдет на Payback. На том же выпуске Raw они объединились и победили Гэллоуза, Андерсона, Примо и Эпико.

## Список поединков
| №  | Результат                                                      | Условие поединка                                     |
| -- | -------------------------------------------------------------- | ---------------------------------------------------- |
| 1. | Энзо Аморе и Биг Кэсс победили Люка Гэллоуза и Карла Андерсона | Командный матч                                       |
| 2. | Крис Джерико победил Кевина Оуэнса (ч)                         | Одиночный матч за Чемпионство США                    |
| 3. | Остин Ариес победил Невилла (ч) по дисквалификации             | Одиночный матч за Чемпионство WWE в полутяжелом весе |
| 4. | Джефф Харди и Мэтт Харди (ч) победили Шеймуса и Сезаро         | Командный матч за командное чемпионство RAW          |
| 5. | Алекса Блисс победила Бэйли (ч)                                | Женский матч за женское чемпионство RAW              |
| 6. | Сет Роллинс победил Самоа Джо                                  | Одиночный матч                                       |
| 7. | Брэй Уайатт победил Рэнди Ортона                               | Матч по правилам ''Дом Ужасов"                       |
| 8. | Браун Строуман победил Романа Рейнса                           | Одиночный матч                                       |